# Ficus uncinata
Ficus uncinata är en mullbärsväxtart som först beskrevs av George King, och fick sitt nu gällande namn av Odoardo Beccari. Ficus uncinata ingår i släktet fikonsläktet, och familjen mullbärsväxter. Inga underarter finns listade i Catalogue of Life.